# Павлинов, Валентин Николаевич
Валенти́н Никола́евич Павли́нов (22 февраля [6 марта] 1908, Оренбург — 9 января 1999, Москва) — советский учёный-геолог, доктор геолого-минералогических наук, первооткрыватель месторождения «Гольцовское», ректор МГРИ, член секции Комитета по Ленинским и Государственным премиям СССР при Совете Министров СССР, депутат Краснопресненского райсовета депутатов трудящихся Москвы, заместитель председателя экспертной комиссии ВАК СССР, заслуженный геолог РСФСР (1972).

## Биография
Родился в Оренбурге в семье Павлинова Николая Дмитриевича (потомственный дворянин) и Барминой Антонины Ивановны.
В 1932 году окончил МГРИ. В тот же год назначен заведующим аспирантурой МГРИ и заместителем начальника Научно-исследовательского сектора (НИС) МГРИ.
С 1935 года по 1941 — начальник Крымской геологической практики МГРИ. В 1936 году защитил кандидатскую диссертацию.
С 1940 по 1943 — декан геолого-гидрогеологического факультета МГРИ в г. Семипалатинске. Также был уполномоченным по реэвакуации МГРИ из Семипалатинска в Москву. С июля по сентябрь 1941 — участвовал в создании оборонительных рубежей на левых берегах рр. Десны, Угры и Осьмы и под г. Ельней. С 1942 по 1943 и 1964 по 1974 — заведующий кафедрой «Общей геологии и геологического картирования» МГРИ.
С 1946 года начальник НИС МГРИ. В январе 1948 года назначен заместителем директора но научной части МГРИ.
С 1948 по 1966 — член экспертной комиссии ВАК СССР. 2 июля 1948 года защитил докторскую диссертацию. С 1950 по 1961 год — заместитель председателя экспертной комиссии ВАК СССР.
С 1951 по 1960 и с 1968 по 1970 — декан геологоразведочного факультета МГРИ.
25 февраля 1953 года выбран депутатом Краснопресненского райсовета депутатов трудящихся г. Москвы.
C 1953 по 1956 — старший советник Пекинского геологразведочного института.
С марта 1962 по июль 1964 — ректор МГРИ.
С 1963 по 1990 — член секции Комитета по Ленинским и Государственным премиям СССР при Совете Министров СССР. В 1972 году присвоено звание «Заслуженный геолог РСФСР» (от 13.07.1972).
В 1978 году удостоен звания «Первооткрывателя месторождения» за открытие Гольцовского редкометального комплексного месторождения в Иркутской области (от 22.03.1978).
В 1980 году за работу в области проблем газово-флюидной проницаемости земной коры, связанной с рифтовыми зонами и глубинными разломами награждён серебряной медалью ВДНХ.

## Награды
- Орден Трудового Красного Знамени
- Орден Знак Почёта
- Медаль «За оборону Москвы» от 19.10.1944
- Медаль «За доблестный труд в Великой Отечественной войне 1941—1945 гг.» от 06.06.1945
- Медаль «В память 800-летия Москвы» от 26.04.1948
- Медаль «Китайско-Советская дружба» от 06.30.1956
- Медаль «Тридцать лет победы в Великой Отечественной войне» от 25.04.1975
- Медаль «Сорок лет победы в Великой Отечественной войне» от 12.04.1985
- Медаль «50 лет победы в Великой Отечественной войне» от 1995
- Медаль «За доблестный труд» от 22.04.1970
- Медаль «Серебряная медаль ВДНХ СССР» от 01.01.1976
- Знак «Отличник Министерства геологии СССР»
- Знак «Отличник разведки недр» от 23.02.1978
- Диплом почета № 866 Главного комитета ВДНХ СССР от 21.10.1981
- Медаль «За заслуги в разведке недр» от 22.02.1983
- Медаль «Ветеран труда» от 19.02.1979
- Знак «За отличные успехи в работе»
- Диплом почета ВДНХ (1982)

Также имел многочисленные благодарности от Минвуза СССР.

## Книги
- Павлинов В. Н. «Формы и механизм образования малых интрузий типа лакколитов». — Москва: «МГРИ», 1949. — 202 с.
- Перевод с китайского Тупицина Н. В., под ред. Павлинова В. Н. «Вихревые и другие структуры вращения и проблемы сочетания тектонических систем». — Москва, 1960. — Т. 2.
- Павлинов В. Н. «Структурная геология геологическое картирование с основами геотектоники (Часть 1)». — Москва: «Недра», 1979. — 359 с.
- Павлинов В. Н., Соколовский А. К. «Структурная геология и геологическое картирование с основами геотектоники». — «Недра», 1990. — 317 с. — ISBN 5-247-00404-3. Также издана для КНР на китайском языке в 1992 г.
- Павлинов В. Н., Кизельватор Д. С., Лин Н. Г. «Основы геологии». — Москва: «Недра», 1991. — 270 с. — ISBN 5-247-00951-7. Архивировано 9 апреля 2018 года.